# Barani Kożuszek
Barani Kożuszek (zm. 1806) – przezwisko warszawskiego żebraka nieznanego imienia, którego postać stała się w stolicy głośna wskutek politycznego zaangażowania w okresie Sejmu Czteroletniego.

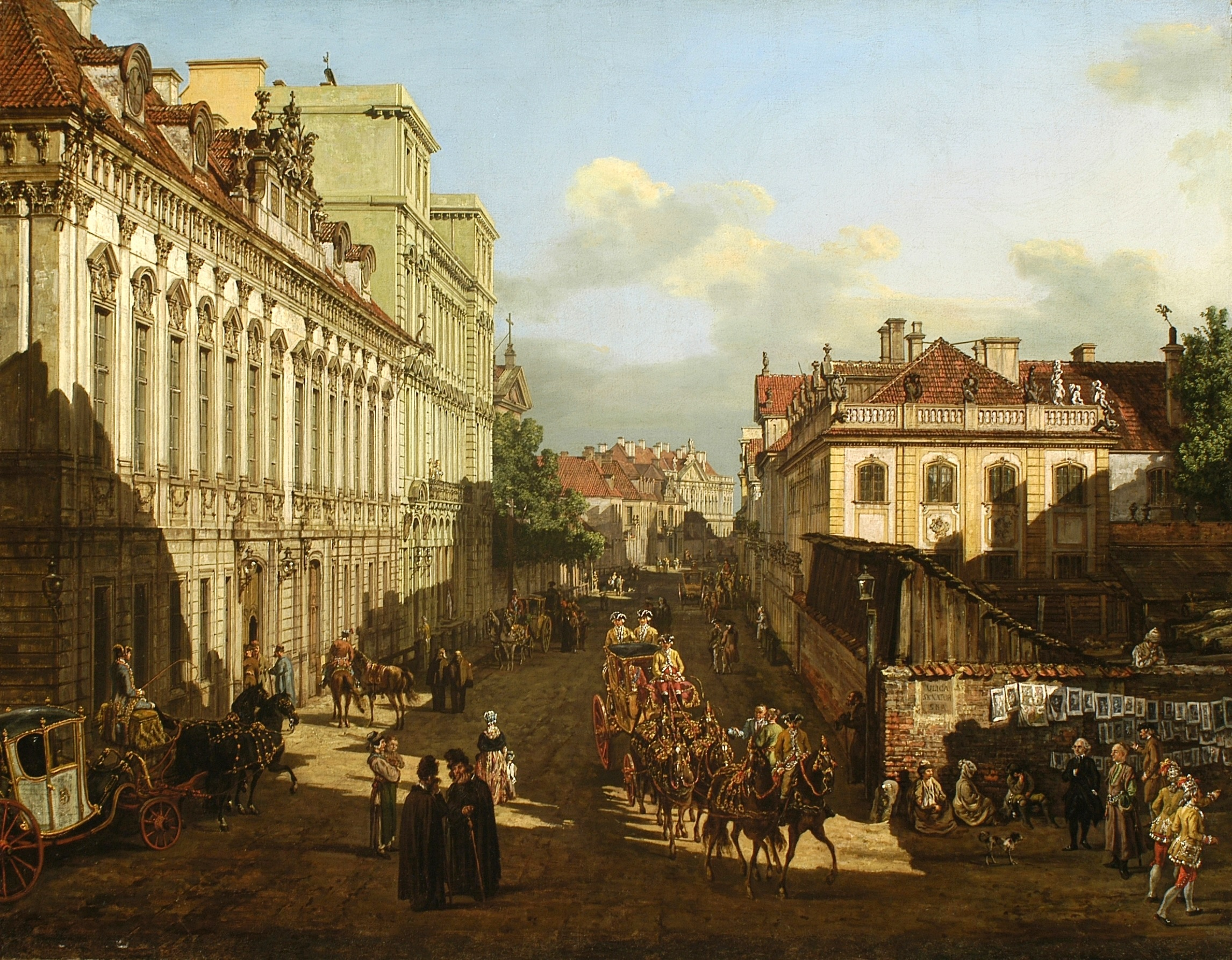
Ulica Miodowa u schyłku XVIII wieku (mal. B. Bellotto)

Osiemnastowieczne źródła podawały jego imię – Walenty. Przezwisko nadano mu od jednej z ulubionych przez niego piosenek. Znany z dowcipów wobec kobiet, zarówno przekupek, jak i dam, niekiedy potrafił publicznie wymawiać napotkanym bogatym i wpływowym osobom ich zbytkowne życie i skąpstwo. Tym, co użebrał, podobno dzielił się z innymi żebrakami.
Szczególny rozgłos zyskał w 1794, podczas insurekcji kościuszkowskiej. Według Pamiętnika anegdotycznego z czasów Stanisława Augusta, zwykł wówczas na ulicy Miodowej z pomocą małej gilotynki ścinać głowy lalek wyobrażających postacie dygnitarzy uważanych powszechnie za zdrajców ojczyzny. Widowiska te cieszyły się dużą popularnością i przyciągały tłumy warszawiaków. Krążące plotki sugerowały, że do manifestacji tych został nakłoniony przez działaczy Klubu Hugonistów (zwolenników Hugona Kołłątaja), choć on sam nigdy tego nie potwierdził. Po upadku powstania spowodowały one jednak umieszczenie go w Domu Poprawy i Pracy Przymusowej (1794), gdzie mimo poddawania chłoście, miał nie przyznać się do swych politycznych powiązań. Za rządów pruskich osadzono go w więzieniu miejskim i zatrudniono przy robotach tkackich. Stamtąd w 1806 przewieziono go do fortecy Spandau, gdzie wkrótce zmarł w wieku lat około trzydziestu.
Postać Baraniego Kożuszka została uwieczniona w kilku rysunkach Jana Piotra Norblina z końca XVIII wieku, gdzie ukazano go jako młodego, około dwudziestoletniego mężczyznę. Jest też bohaterem powieści Józefa Ignacego Kraszewskiego o tym samym tytule, w której jednak przedstawiono go jako człowieka sędziwego. Jako postać pojawia się również w powieściach Walerego Przyborowskiego i Władysława Reymonta. Juliusz Gomulicki poświęcił mu szkic Legenda i prawda o Baranim Kożuszku (1960).